# Pseudolinda quinquepunctata
Pseudolinda quinquepunctata är en skalbaggsart som först beskrevs av Bates 1881.  Pseudolinda quinquepunctata ingår i släktet Pseudolinda och familjen långhorningar.
Artens utbredningsområde är Honduras. Inga underarter finns listade i Catalogue of Life.